# Проект Бейтмена
Проект Бейтмена (англ. Bateman Manuscript Project) — крупный проект по подготовке материалов и созданию многотомного энциклопедического издания по теории специальных функций. Был начат в 1946 году после смерти выдающегося прикладного математика Гарри Бейтмена, который собрал и начал обработку большого количества материалов по теории специальных функций, но не успел полностью систематизировать их и подготовить к печати. Проводился в течение нескольких лет группой математиков под руководством Артура Эрдейи в Калифорнийском технологическом институте (США), где в последние годы жизни работал Бейтмен. В группу входили известные математики, в числе которых были В. Магнус и Ф. Трикоми.
Результатом работы стала публикация пятитомного справочника, три тома которого содержат данные по высшим трансцендентным функциям и два тома — таблицы интегральных преобразований.

## Продолжение проекта
В конце 1990-х годов проект Бейтмена неожиданно получил продолжение по инициативе американского математика Ричарда Аски, которое в его честь было названо проектом Аски-Бейтмена (Askey-Bateman Project).
Планируется энциклопедическое издание в пяти (возможно, шести) томах, содержащих сведения о гипергеометрических функциях, ортогональных многочленах, теории чисел, эллиптических и тэта-функциях, а также уравнениях математической физики и специальных функциях многих переменных. В проекте Аски-Бейтмена принимают участие многие математики из разных стран мира.